# Kourtikios
 (septembre 2022).
Kourtikios (en grec moderne : Κουρτίκιος) ou Kourtikes (Κουρτίκης) est le nom d'une famille aristocratique byzantine d'origine arménienne.

## Histoire
Le fondateur éponyme de la famille, K'urdik, est un noble arménien qui passe dans l'Empire byzantin et cède son domaine, la ville de Lokana, à l'empereur Basile Ier le Macédonien (r. 867-886), s'installant avec sa famille en territoire byzantin. Ses descendants comptent parmi les membres supérieurs de l'aristocratie militaire au cours des deux siècles suivants. Plusieurs membres soutiennent les rébellions de divers aristocrates militaires de Constantin Doukas (Kourtikios l'Arménien) à Bardas Skleros (Michel Kourtikios), et au XIe siècle, ils se sont mariés avec les principales familles aristocratiques de l'époque, y compris les dynasties impériales des Comnènes et des Doukas.
La fortune de la famille décline brusquement au XIIe siècle, quand un seul membre est connu, occupant un modeste poste provincial. Dans le même temps, une branche de la famille s'active en Cilicie arménienne. La famille a produit quelques hauts fonctionnaires sous l'Empire de Nicée, mais décline de nouveau à l'époque paléologue.